# Bok Geo-il
 (décembre 2020).
Pour les articles homonymes, voir Bok.
Bok Geo-il (hangeul: 복거일) est un écrivain, poète, et critique sud-coréen né en 1946.

## Biographie
Bok Geo-il est né à Ansan, dans la province de Chungcheongnam-do. Il est diplômé en économie à l'université nationale de Séoul et a occupé des fonctions diverses, notamment dans le secteur de la banque, l'industrie et le commerce jusqu'en 1987, période où il fait ses débuts littéraires. Il publie cette année-là son premier récit intitulé À la recherche de l'épitaphe (Bimyeongeul chajaseo). La même année, son premier recueil de poésies intitulée Les plaines de Wuzhang (Ojangwon) est publiée dans la revue littéraire Littérature Contemporaine (Hyundae Munhak). Il a notamment créé la controverse en soutenant la généralisation de l'anglais au sein de la société coréenne.

## Œuvre
Bok a suivi un parcours inhabituel avant d'accéder au monde littéraire dans la mesure où il n'a pas suivi de formation à l'écriture et où il n'a pas remporté de concours littéraire, passage très important dans le monde littéraire coréen. 
C'est avec son premier roman À la recherche de l'épitaphe (Bimyeong-eul chajaseo, 1987) qu'il gagne en popularité. Ce roman est une réécriture de l'histoire : il imagine la situation de la Corée du Sud si le gouverneur japonais en Corée, Itô Hirobumi, n'avait pas été assassiné et si les Coréens avaient dû vivre encore plusieurs années sous l'impérialisme japonais. Ce roman inspirera le film 2009: Lost Memories sorti en 2002 mais il refusera d'en être crédité.
Portant son intérêt sur des champs très divers, Bok a aussi écrit plusieurs livres de science-fiction. Il a notamment écrit sur les conséquences des innovations scientifiques et des développements technologiques sur la vie des humains. Parmi ces récits, on peut citer Sous la lune bleue (Parandal arae, 1992) qui a été publié en série sur internet, et Un voyageur dans l'histoire (Yeoksa sogui nageune, 1991), qui présente un voyage travers la période Choseon en Corée. 
Dans Le village du camp Seneca (kempeu Seneka-ui gijichon, 1994), Bok raconte l'histoire de Gijichon qui vit dans le quartier rouge autour des bases américaines en Corée du Sud. Il ne s'intéresse pas vraiment aux causes politiques, mais s'attache plutôt à mettre en valeur les différences culturelles à travers les yeux d'un jeune garçon. Depuis 1994, il se concentre davantage sur la littérature critique, et sur l'écriture d'essais sur la société plutôt que sur l'écriture de romans. Il a publié un second recueil de poésies en 2001 intitulé Berceuse pour mon épouse vieillissante (Na-i deureoganeun anaereul wihan jajangga).